# Georgijs Osokins
Georgijs Osokins (ur. 25 kwietnia 1995 w Rydze) – łotewski pianista, finalista XVII Międzynarodowego Konkursu Pianistycznego im. Fryderyka Chopina w Warszawie.

## Życiorys
Georgijs Osokins urodził się 25 kwietnia 1995 w Rydze. Pochodzi z rodziny o muzycznych tradycjach – pianistami są jego ojciec (profesor Sergejs Osokins) brat (Andrejs Osokins) oraz matka. Naukę gry na fortepianie rozpoczął, mając 5 lat. Zadebiutował w wieku 10 lat Koncertem d-moll KV 466 Wolfganga Amadeusza Mozarta z Narodową Orkiestrą Łotewską. Wybór kariery muzycznej był naturalnym następstwem zdarzeń, choć do 12 roku życia grał również w tenisa, nawet na poziomie międzynarodowym. Jego profesorami są Sergejs Osokins oraz, od 2009, Mikhail Voskresenskij. We wrześniu 2015 rozpoczął studia w Juilliard School of Music, gdzie jego nauczycielem jest Sergei Babayan. Koncertował między innymi z Lwowską Orkiestrą Symfoniczną, Orkiestrą Amber z Lipawy, Narodową Orkiestrą Armenii, Orkiestrą Kameralną Wratislavia oraz Sinfoniettą Cracovią. Uczestniczył w kursach mistrzowskich Dmitrija Baszkirowa, Sergeja Babayana, Bernda Goetzke, Georgs Friedricha Schenecka i Einara Steena-Nøkleberga.
Dwukrotnie brał udział w Międzynarodowym Konkursie Pianistycznym im. Fryderyka Chopina.

### XVII Międzynarodowy Konkurs im. Fryderyka Chopina w Warszawie
W październiku 2015 wziął udział w XVII Międzynarodowym Konkursie Pianistycznym im. Fryderyka Chopina w Warszawie, którego został finalistą.
- W I etapie konkursu zaprezentował następujące utwory: Etiuda Ges-dur op. 10 nr 5, Etiuda h-moll op. 25 nr 10, Nokturn H-dur op. 62 nr 1, Ballada As-dur op. 47;
- W II etapie: Barkarola Fis-dur op. 60, Walc F-dur op. 34 nr 3, Polonez As-dur op. 53, Rondo a la Mazur F-dur op. 5, Wariacje A-dur „Souvenir de Paganini” op. posth., Mazurek cis-moll op. 41 nr 4, Mazurek cis-moll op. 50 nr 3;
- W III etapie zagrał: Sonatę h-moll op. 58, Mazurki op. 59 a-moll, As-dur i fis-moll, Berceuse Des-dur op. 57, Impromptu Ges-dur op. 51, Walc Es-dur op. 18 i Walc As-dur op. 42;
- W finale zagrał Koncert e-moll op. 11 z orkiestrą Filharmonii Narodowej w Warszawie.

### XVIII Międzynarodowy Konkurs im. Fryderyka Chopina w Warszawie
Na XVIII Konkursie (2021) wykonał:
- Eliminacje (20 lipca 2021)[4] – Nokturn H-dur op. 62 nr 1, Mazurek cis-moll op. 30 nr 4, Mazurek cis-moll op. 50 nr 3, Etiuda h-moll op. 25 nr 10, Etiuda Ges-dur op. 10 nr 5, Ballada As-dur op. 47;
- I etap – Nokturn H-dur op. 62 nr 1, Etiuda gis-moll op. 25 nr 6, Etiuda c-moll op. 10 nr 12, Ballada As-dur op. 47;
- II etap – Polonez-Fantazja As-dur op. 61, Polonez B-dur op. 71 nr 2 WN 17, Mazurek cis-moll op. 30 nr 4, Mazurek cis-moll op. 50 nr 3, Walc F-dur op. 34 nr 3, Polonez As-dur op. 53.

### Inne konkursy
Jego inne laury to: II nagroda w Międzynarodowym Konkursie Chopinowskim dla Młodych Pianistów w Moskwie w 2014, I nagroda w Concours International de Piano de Conservatoire Russe Alexandre Scriabine w Paryżu w 2009, a także Gold Prize with High Distinction w Manhattan International Music Competition w Nowym Jorku w 2018.
Konkurs chopinowski przyniósł mu dużą popularność w Polsce, a słuchacze radiowej Dwójki przyznali mu 3. miejsce w konkursie „Mój Chopin”. Tuż po zakończeniu konkursu Chopinowskiego wystąpił w Poznaniu i Gdańsku. W marcu 2016, podczas Wielkanocnego Festiwalu Ludwiga van Beethovena, zagrał Koncert e-moll op. 11 wraz z Sinfoniettą Cracovią. Wystąpił dwukrotnie ze swoim recitalem podczas sierpniowego festiwalu Chopin i jego Europa. Bilety na recital, który odbył się 23 sierpnia 2016 w Studiu Koncertowym Polskiego Radia, wyprzedały się już w lutym; podczas recitalu pianista zagrał utwory Chopina, Scarlattiego, Rachmaninowa i Skriabina. Występ spotkał się z entuzjastyczną reakcją publiczności, a sam artysta czterokrotnie bisował, grając m.in. Nokturn cis-moll op.posth. oraz Poloneza As-dur op.53. 24 sierpnia wystąpił z wieczornym recitalem w bazylice św. Krzyża, grając na fortepianie historycznym. W listopadzie 2016 dwukrotnie wystąpił z Orkiestrą Kameralną Polskiego Radia „Amadeus” podczas koncertów w Rzeżycy i Rydze. Dyrygentem podczas obydwu koncertów była Anna Duczmal-Mróz. Począwszy od sezonu 2018/2019 Osokins występuje razem z Gidonem Kremerem w ramach tournée po Wielkiej Brytanii, Irlandii, Rosji, Polsce, Niemczech, krajach Azji i Stanach Zjednoczonych. Jako pierwszy (obok Lucasa Debargue) został wybrany stałym artystą gościnnym Kremerata Baltica w ciągu całej historii tego zespołu[niewiarygodne źródło?].
Za swoje nadzwyczajne osiągnięcia w 2015 oraz swoją działalność artystyczną otrzymał w styczniu 2016 nagrodę JVLMA (Łotewskiej Akademii Muzycznej im. Josepha Vitolsa) & Swedbank. Laureatem tej samej nagrody był w przeszłości jego brat. 1 marca 2016 Osokins został także nagrodzony Łotewską Nagrodą Muzyczną (najważniejszym wyróżnieniem w kraju) w kategorii Młody Muzyk Roku. W listopadzie 2018 otrzymał od Prezydenta Rzeczypospolitej Polskiej Srebrny Krzyż Zasługi.
Występuje również ze swoim ojcem i bratem. Po raz pierwszy taki koncert zorganizowano 28 lipca 2015 w sali koncertowej Dzintaru w Jurmale. Po raz kolejny wystąpili wspólnie 4 stycznia 2016 podczas noworocznego koncertu zatytułowanego TRĪS OSOKINI UN OPERA w Łotewskiej Operze Narodowej.

## Dyskografia
- Georgijs Osokins. Sonata h-moll, Mazurki op. 59, Barkarola Fis-dur, Nokturn H-dur (2016)
- Chopin: Late works, op. 57–61 (2016)

## Nagrody i wyróżnienia pianistyczne
- pierwsze miejsce na Międzynarodowym Konkursie Pianistycznym w Jurmale (Łotwa, 2010)
- nagroda specjalna za wykonanie utworu Fryderyka Chopina na Międzynarodowym Konkursie Pianistycznym Rina Sala Gallo w Monza (Włochy)
- wyróżnienie na XVII Międzynarodowym Konkursie Chopinowskim w Warszawie[18].

## Inne nagrody
- nagroda Ministra Kultury Łotwy
- nagroda Łotewskiej Akademii Muzycznej im. Josepha Vitolsa & Swedbank (styczeń 2016)
- Łotewska Nagroda Muzyczna (Lielā mūzikas balva) w kategorii Młody Muzyk Roku (marzec 2016)

## Koncerty
Od momentu zakończenia Konkursu Chopinowskiego Georgijs Osokins bezustannie koncertuje w Europie, Ameryce Północnej i Azji.
| data                 | miasto      | charakter                                            |
| -------------------- | ----------- | ---------------------------------------------------- |
| 26 października 2015 | Poznań      | I koncert fortepianowy Chopina                       |
| 29 października 2015 | Gdańsk      | Recital                                              |
| 24 listopada 2015    | Szczecin    | Recital                                              |
| 30 listopada 2015    | Katowice    | Recital                                              |
| 2 grudnia 2015       | Ryga        | Recital                                              |
| 8 grudnia 2015       | Tokio       | I koncert fortepianowy Chopina                       |
| 12 grudnia 2015      | Lipawa      | Recital                                              |
| 4 stycznia 2016      | Ryga        | Recital / koncert noworoczny „Trīs Osokini un Opera” |
| 8 stycznia 2016      | Ryga        | Koncert laureatów nagrody JVLMA & Swedbank           |
| 1 lutego 2016        | Moskwa      | I koncert fortepianowy Chopina                       |
| 7 lutego 2016        | Lozanna     | Recital                                              |
| 1 marca 2016         | Ryga        | Koncertów laureatów Łotewskiej Nagrody Muzycznej     |
| 6 marca 2016         | Tarnów      | I koncert fortepianowy Chopina                       |
| 9 marca 2016         | Kraków      | I koncert fortepianowy                               |
| 11 marca 2016        | Ryga        | Recital                                              |
| 20 marca 2016        | Atlanta     | Recital                                              |
| 11 kwietnia 2016     | Gdańsk      | Recital                                              |
| 19 maja 2016         | Vancouver   | Recital                                              |
| 18 czerwca 2016      | Lublin      | Recital                                              |
| 21 czerwca 2016      | Ryga        | Recital                                              |
| 28 czerwca 2016      | Warszawa    | Recital (koncert zamknięty)                          |
| 4 lipca 2016         | Busko-Zdrój | Recital                                              |
| 5 lipca 2016         | Mielec      | Recital                                              |
| 29 lipca 2016        | Bauska      | Recital                                              |
| 4 sierpnia 2016      | Windawa     | Recital                                              |
| 6 sierpnia 2016      | Kieś        | Recital                                              |
| 20 sierpnia 2016     | Berlin      | III koncert fortepianowy Rachmaninowa                |
| 23 sierpnia 2016     | Warszawa    | Recital                                              |
| 24 sierpnia 2016     | Warszawa    | Recital na instrumencie historycznym                 |
| 9 września 2016      | Jurmała     | I koncert fortepianowy Chopina                       |
| 10 września 2016     | Jurmała     | Występ z orkiestrą kameralną                         |
| 14 września 2016     | Bydgoszcz   | Recital                                              |
| 16 września 2016     | Lipawa      | III koncert fortepianowy Rachmaninowa                |
| 1 października 2016  | Opole       | III koncert fortepianowy Rachmaninowa                |
| 4 listopada 2016     | Rzeżyca     | I koncert fortepianowy Chopina                       |
| 6 listopada 2016     | Ryga        | I koncert fortepianowy Chopina                       |
| 18 listopada 2016    | Gdańsk      | XXV koncert fortepianowy Mozarta                     |
| 24 listopada 2016    | Ryga        | Recital                                              |
| 9 grudnia 2016       | Düsseldorf  | Recital                                              |
| 3 lutego 2017        | Wrocław     | Koncert na orkiestrę                                 |